# Sezemín
Sezemín (deutsch Zeißermühl) ist ein westböhmisches Dorf und Ortsteil der Gemeinde Poběžovice im Okres Domažlice.

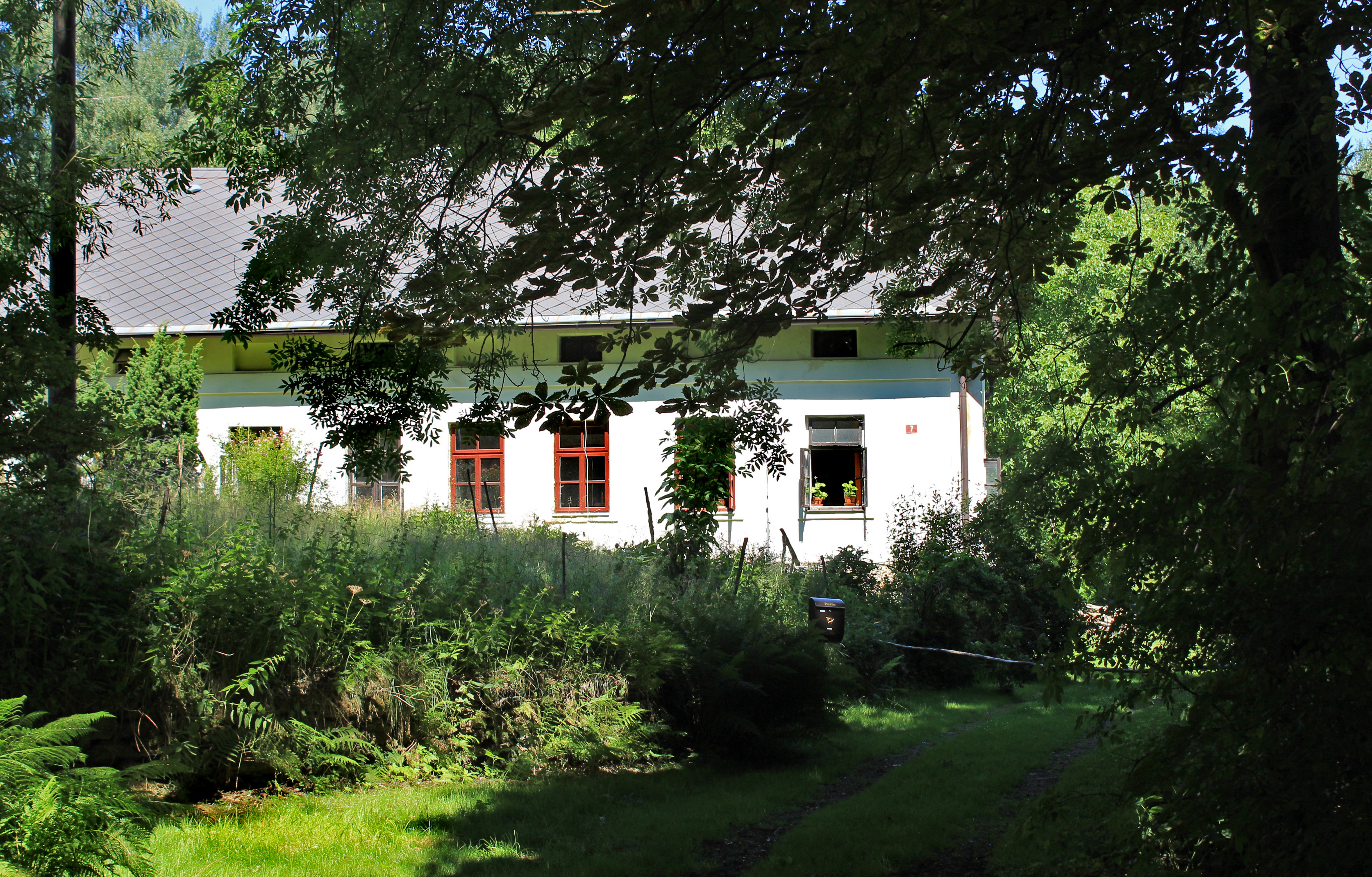
Poběžovice, Sezemín, Haus Nr. 7

## Geografie
Der Weiler Sezemín liegt ungefähr fünf Kilometer westlich von Poběžovice am Mlýnský potok (Zeiserlmühlbach), der etwa drei Kilometer weiter östlich in die Pivoňka mündet.
Das Gemeindegebiet von Poběžovice bildet hier im Quellgebiet des Mlýnský potok am Nordhang des 869 Meter hohen Lysá-Berges eine etwa zwei mal zwei Kilometer große Exklave, die durch die Gemeinden Mnichov und Hvožďany vom eigentlichen Gemeindegebiet rund um die Stadt Poběžovice getrennt ist.

## Geschichte
Zeißermühl (auch: Zeisermühl) wurde 1587 erstmals schriftlich erwähnt. Der Ort bestand schon früher. Er war ursprünglich slawisch besiedelt und hieß Sezemin, abgeleitet vom Personennamen Sezema.
Das tschechische S wurde durch deutsch Z ersetzt. Durch das Bestreben unverständliche Namen durch lautlich ähnlich klingende Wörter zu ersetzen entstand Zeisermühl, was später durch Volksetymologie von Zeisig und Mühle abgeleitet wurde.
Zeißermühl gehörte zur politischen Gemeinde Berg, war aber nach Stockau eingepfarrt und eingemeindet.
Zeißermühl gehörte 1789 zum Kammeradministrationsgut Stockau und hatte elf Häuser.
1913 hatte es 16 Häuser, 138 Einwohner, eine Mühle mit Sägewerk, sieben größere Bauernhöfe, ein Gasthaus mit Kaufladen, eine Klöppelspitzenhandlung, eine Eier- und Butterhandlung, einen Schneider, einen Wagner, einen Schmied, ein Lohnfuhrwerk.
1920 wurde der Ort durch die Mühle mit Strom versorgt.